# The World Needs a Hero
The World Needs a Hero è il nono album della thrash metal band statunitense Megadeth.
Pubblicato nel 2001, con quest'album Mustaine cerca di ritornare a sonorità maggiormente thrash metal: come lui stesso affermò il disco è "come una barca persa nel mare che tenta di ritornare sulla propria rotta".
Si tratta dell'ultimo album in cui vi è il bassista David Ellefson, fino al suo rientro nel gruppo nel 2010, e contiene l'unica apparizione del chitarrista Al Pitrelli. L'album segna anche il ritorno sulla copertina di Vic Rattlehead, mascotte del gruppo, a distanza di dieci anni dall'uscita dell'album Rust In Peace.

## Tracce
Testi e musiche di Dave Mustaine, eccetto dove indicato.
1. Disconnect - 5:20
2. The World Needs a Hero - 3:52
3. Moto Psycho - 3:06
4. 1000 Times Goodbye - 6:25
5. Burning Bridges - 5:20
6. Promises (Mustaine, Pitrelli) - 4:28
7. Recipe for Hate... Warhorse - 5:18
8. Losing My Senses - 4:40
9. Dread and the Fugitive Mind - 4:25
10. Silent Scorn - 1:42
11. Return to Hangar - 3:59
12. When - 9:14
13. Coming Home - 2:35 - traccia bonus per la versione giapponese

## Formazione
- Dave Mustaine - chitarra e voce
- David Ellefson - basso
- Al Pitrelli - chitarra
- Jimmy DeGrasso - batteria